# 生命延續大綱
提供以下大纲作为延长寿命的概述和专题指南：
延长寿命，是一項研究如何减慢或逆转衰老过程，以延长最長壽命或平均壽命的學問，也称为抗衰老医学、实验老年学和生物医学老年学。

## 目标
- 生物上的永生
- 無限期壽命
- 生命延續
- 長寿
- 回復青春

## 长寿
- 世紀老人
- 超级世紀老人
- 长寿逃逸速度

## 策略

### 研究及开開發
- 衰老研究时间表

### 可用策略
- 热量限制或蛋白质限制或间歇性禁食
- 锻炼
- 老年保护器
- 返老藥物

### 潜在的未来战略
- 人体冷冻
- 基因疗法
  - 克隆和身体部位替换
  - 细胞替代疗法(CRT)
- 工程可忽略衰老 (SENS) 的策略
- 通過思想上传实现數碼化的永生
- 暫停生命
- 免疫接種

## 老化
- 衰老的演变
- 老年学
- 促衰老恍惚

### 衰老的标志
- 改变细胞间通讯
- 细胞衰老
- 解除管制的营养感应
- 表观遗传改变
- 基因组不稳定
- 蛋白质稳态丧失
- 线粒体功能障碍
- 干细胞衰竭
- 端粒损耗

### 衰老的原因
- 交叉链接
  - DNA交联
- 自由基–具有不成对价电子的原子、分子或离子。除了一些例外，这些不成对的电子使自由基对其他物质甚至对自身具有高度化学反应性：如果它们相互接触，它们的分子通常会自发地二聚或聚合。它们在某种程度上被抗氧化剂抵消。
- 糖基化
  - 晚期糖基化终产物
- 脂褐素
- 病毒感染（急性或慢性）

#### 老化理论
老化理论
- 衰老的拮抗多效性理论
- 热量限制理论
- 衰老的交联理论
- 死亡激素学说
- 一次性躯体衰老理论
- 衰老的DNA损伤理论
- 衰老的表观遗传时钟理论
- 老化的错误突变理论
- 错误和修复理论
- 衰老的自由基理论
- 基因突变学说
- 基因控制理论
- 衰老的糖化理论
- 海弗里克极限理论
- 衰老的炎症理论
- 衰老的免疫学理论
- 死亡率的对数正态理论
- 老化的膜学说
- 线粒体自由基衰老理论
- 衰老的线粒体理论
- 衰老的突变积累学说
- 衰老的神经内分泌学说
- 衰老的有序到无序理论
- 生活率理论
- 冗余DNA理论
- 老化和寿命的可靠性理论
- 生殖细胞周期理论
- 衰老的体细胞突变学说
- 衰老的端粒理论
- 程序性死亡理论
- 老化的热力学理论
- 胸腺刺激理论
- 废物堆积理论

## 著名的相關研究機構及組織
- 阿尔科延寿基金会
- 阿尔托斯实验室
- 老化研究联盟
- 美国抗衰老医学会
- 美国老龄化协会
- 生物活力
- 巴克衰老研究所
- 印花布
- 人体冷冻研究所
- 国际长寿联盟
- LEV 基金会[1]
- 延寿倡导基金会
- 延寿基金会
- Methuselah Foundation –致力于通过推进组织工程和再生医学疗法来延长人类健康寿命的非营利组织。它由 Aubrey de Gray 和 David Gobel 于 2003 年共同创立，总部位于美国弗吉尼亚州斯普林菲尔德。
- SENS Research Foundation – 501(c)(3) 非营利组织，由 Michael Kope、 Aubrey de Gray 、Jeff Hall、Sarah Marr 和 Kevin Perrott 共同创立，总部位于美国加利福尼亚州山景城。其活动包括将再生医学应用于衰老的研究项目和公共关系工作。

## 著名的相關人物
- 奥布里德格雷
- 伦纳德·海弗里克
- 佐尔坦·伊斯特万
- 扫罗肯特
- 辛西娅·凯尼恩
- 德克·皮尔逊
- 桑迪肖
- 大卫·安德鲁·辛克莱
- 罗伊沃尔福德
- 迈克尔·D·韦斯特

## 延伸阅读
- Ending Aging ，一本 2007 年的书，描述了Aubrey de Gray的抗衰老医学建议（即感觉）。